# 색시공... 주홍글씨의 비밀
《색시공... 주홍글씨의 비밀》은  2017년에 개봉한 대한민국의 영화이다.

## 캐스팅
- 김지니 : 누나 역
- 이성훈 : 동생 역
- 정인철 : 정부 역
- 최미교 : 미망인 역
- 박효근 : 박 반장 역
- 박보근 : 사내 역
- 한솔미 : 애인 역
- 박대성 : 경비 역
- 박준철 : 형사 역
- 박태현 : 검침원 역
- 태산 : 아버지 역
- 현동현 : 형사과장 역
- 김재겸 : 경찰 역
- 온사랑 : 아낙 역
- 한미래 : 아낙 역
- 이경우 : 가수 역
- 권일 : 가수 역
- 정하나 : 가수 역
- 이송희 : 가수 역
- 강수왕 : 가수 역